# Euthalia arasada
Euthalia arasada är en fjärilsart som beskrevs av Hans Fruhstorfer 1913. Euthalia arasada ingår i släktet Euthalia och familjen praktfjärilar. Inga underarter finns listade i Catalogue of Life.